# Estación Quintero
La Estación Quintero es una antigua estación ferroviaria, ubicada en la esquina del Pasaje Sordini y calle Prat, adyacente a la plaza Ignacio Carrera Pinto, en la ciudad de Quintero, Región de Valparaíso, Chile. Inaugurada en 1924, sirvió como terminal del ramal San Pedro-Quintero hasta la clausura del servicio en 1978. Luego de una restauración, desde el año 2016 es la sede de la Corporación Cultural de Quintero.

## Historia
En 1904 se le ceden a Alberto Cousiño el permiso de construir una línea de ferrocarril que uniera el puerto de Quintero con la estación Nogales o con la estación La Calera; Aun cuando la concesión caducó, el proyecto siguió su curso, pero la ruta ya había sido modificada.
Su construcción comenzó en 1922, como parte del proyecto de la Sociedad Puerto, Balneario y Ferrocarril de Quintero, y fue inaugurada en el año 1924 con la llegada de la primera locomotora desde San Pedro. Luego de la quiebra de la sociedad en los años 1930, la estación y el ramal pasaron a manos de la Empresa de los Ferrocarriles del Estado (EFE), que mantuvo el servicio hasta su clausura en el verano de 1978.
Después del terremoto de 2010, el municipio de Quintero logró un comodato con EFE para la restauración del edificio. En 2014 comenzó su recuperación gracias al aporte de empresas privadas y el municipio, que consistió en la creación de espacios para exhibiciones artísticas, nuevas salas de reuniones y de ensayo para diversas actividades culturales, así como la habilitación para ser la sede de la Corporación Municipal de Cultura y Turismo Quintero. Estas obras fueron inauguradas en el año 2016.